# 프레드 에스멜턴

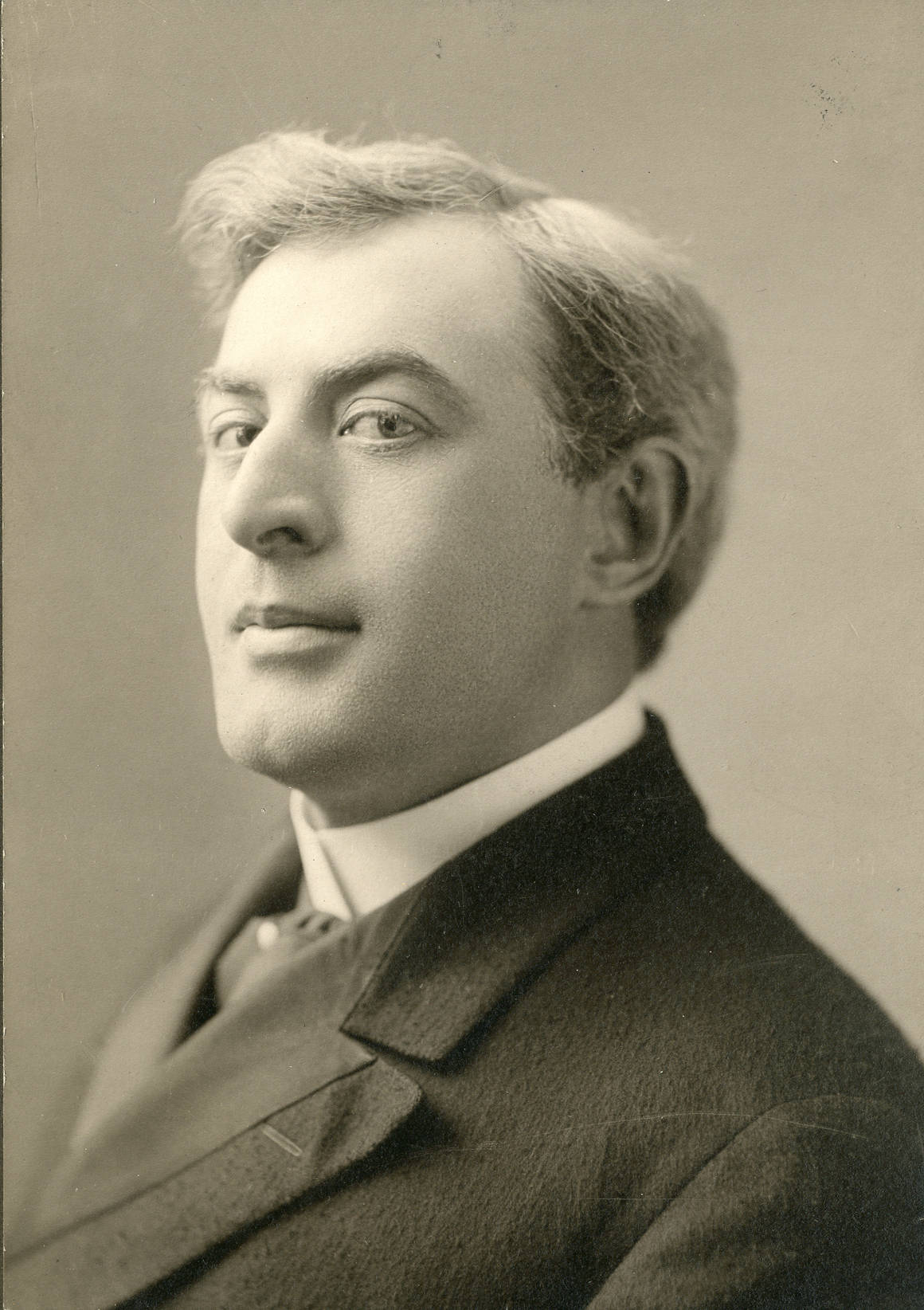

프레드 에스멜턴(Fred Esmelton, 1872년 6월 22일 ~ 1933년 10월 23일)은 미국의 배우이다.
멜버른에서 태어났으며 로스앤젤레스에서 사망하였다.

## 영화
- 외로운 (1928년)
- 중국 앵무새 (1927년)